# Cactaceae Consensus Initiatives
Cactaceae Consensus Initiatives (abreviado Cact. Consensus Initiat.) fue una revista ilustrada con descripciones botánicas que fue editada en Inglaterra por el International Cactaceae Systematics Group. Fueron publicados 8 volúmenes en los años 1996 a 1999. Fue reemplazada por Cactaceae Systematics Initiatives.